# Termometr RNA

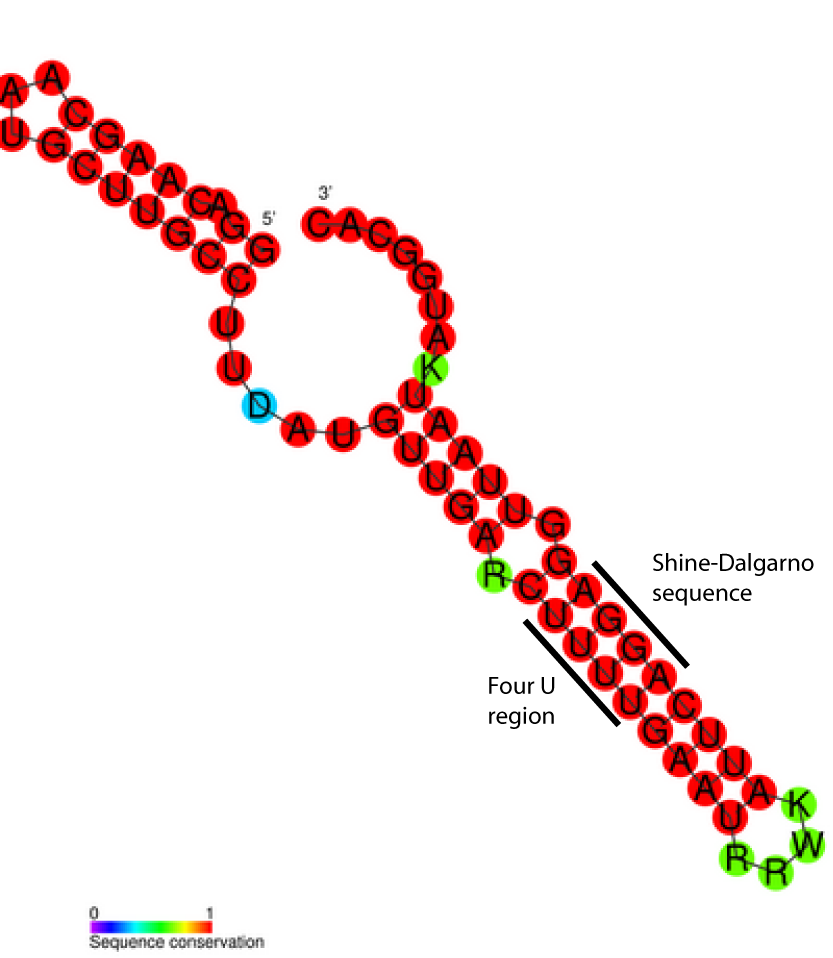
Motyw RNA FourU, zaznaczono sekwencję Shine-Dalgarno

Termometr RNA – niekodujące fragmenty cząsteczki kwasu rybonukleinowego (RNA), których struktura drugorzędowa, zdeterminowana przez odpowiednie sekwencje zasad, podlega zmianie pod wpływem zmian temperatury. W wyniku tego udostępniane lub ukrywane są ważne funkcjonalnie regiony tej cząsteczki RNA, na przykład miejsca wiązania rybosomów, co wpływa na tempo translacji genu. Termometry RNA biorą udział w regulacji ekspresji genów zaangażowanych w odpowiedź na szok termiczny, spełniają również inne funkcje regulacyjne w patogenności i głodzeniu.
Termometry RNA wraz z ryboprzełącznikami traktowane są jako przykłady wspierające hipotezę świata RNA, według której na początku ewolucji życia jedynie RNA, a nie DNA, był nośnikiem informacji genetycznej i dopiero później zastąpiony został przez obserwowany u współczesnych organizmów systemem DNA → RNA → białka.
Przykłady termometrów RNA stanowią FourU, element regulacyjny Hsp90 cis, element ROSE (ang. Repression of heat shock gene expression) i termometr Hsp17.

## Odkrycie
Pierwszy termoczuły RNA opisany został w 1989. Jego odkrycie było możliwe dzięki zaobserwowaniu, że mutacje zachodzące w jednym z regionów w obrębie sekwencji kodującej mRNA białka cIII faga lambda wpływają na poziom translacji tego białka. Wynikało stąd, że ów region mRNA ma znaczenie regulatorowe. Białko cIII faga lambda jest zaangażowane w wybór między cyklem litycznym a lizogenicznym tego bakteriofaga; wysokie stężenie cIII promowało cykl lizogeniczny. 
Dalsze badania doprowadziły do wykrycia kolejnego regulatorowego regionu mRNA, tym razem poprzedzającego miejsce rozpoczęcia translacji. Okazało się ponadto, że regiony te mogą formować dwie alternatywne struktury drugorzędowe. Badania eksperymentalne wykazały, że mogą one przechodzić wzajemnie jedna w drugą. Proces ten zależy od stężenia kationów magnezu i temperatury. Stwierdzono, że ten przykład termometru RNA promuje wejście w cykl lityczny pod wpływem stresu cieplnego, co umożliwia bakteriofagowi szybką replikację i ucieczkę z komórki-gospodarza.
Choć cząsteczki RNA, których struktura funkcjonalna zależała od temperatury, znano od 1989 roku, termin „termometr RNA” pojawił się dopiero w 1999, kiedy to zastosowano go do określenia cząsteczki RNA rpoH znalezionej u pałeczki okrężnicy. Nowy rozdział w poszukiwaniu struktur regulatorowych odpowiadających termometrom RNA otwarło zastosowanie metod bioinformatycznych, dzięki którym zidentyfikowano kilka potencjalnie nowych cząsteczek termometrów RNA. Tradycyjne metody poszukiwań, bazujące głównie na sekwencjonowaniu, okazały się nieefektywne, jako że drugorzędowa struktura cząsteczki jest znacznie bardziej konserwatywna od sekwencji zasad azotowych.

## Występowanie
Większość spośród znanych termometrów RNA zidentyfikowano w rejonie 5′ niepodlegającym translacji cząsteczek matrycowego RNA kodujących białka szoku cieplnego u prokariontów. Niektórzy autorzy uważają, że brak informacji o występowaniu termometrów RNA w mRNA innych białek i pozostałych grup systematycznych organizmów nie oznacza, że tam nie występują, a jedynie że wynika to z niedostatecznego rozpoznania genomów i metodycznych trudności w poszukiwaniu krótkich, niekonserwowanych sekwencji RNA.
Choć termometry RNA identyfikowano dotąd u prokariontów, potencjalny przykład znaleziono też u ssaków: jest nim HSR1 (heat shock RNA-1), który aktywuje HSF1 (heat-shock transcription factor 1) i indukuje białka ochronne, gdy temperatura komórki przekracza 37 °C, zabezpieczając komórkę przed przegrzaniem.

## Struktura

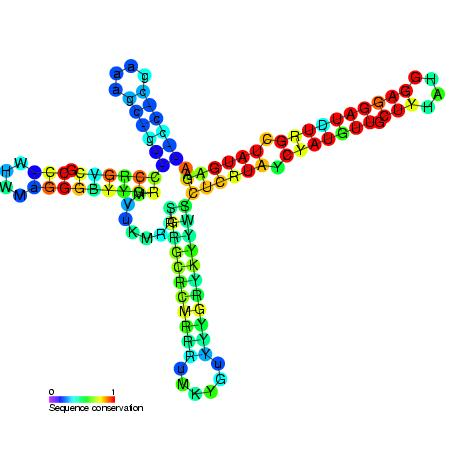
Przewidywana struktura drugorzędowa ROSE (pokazano stopień konserwatywności poszczególnych nukleotydów tej sekwencji)

Termometry RNA cechują się prostą budową, mogą się na nie składać krótkie sekwencje RNA. Najmniejszy ze zidentyfikowanych liczy sobie zaledwie 44 nukleotydy; występuje on w mRNA białka szoku cieplnego hsp17 u szczepu PCC 6803 pospolitej cyanobakterii z rodzaju Synechocystis. Długość sekwencji znanych termometrów RNA wynosi od 60 do 110 nukleotydów. Zazwyczaj zawierają motyw spinki do włosów o niewielkiej liczbie niesparowanych par zasad, co zmniejsza stabilność tej struktury, pozwalając na łatwiejsze jej zmiany w odpowiedzi na wzrost temperatury.
Dokładne badania strukturalne termometru RNA ROSE ujawniły, że niekomplementarne zasady biorą jednak udział w niestandardowym parowaniu się zasad, dzięki czemu powstająca helikalna struktura RNA jest stabilniejsza. Takie nietypowe pary zasad obejmują pary: G-G, U-U i UC-U. Jako że wiązania w obrębie takich nietypowych par zasad są względnie niestabilne, wzrost temperatury powoduje lokalne topnienie dwuniciowej struktury RNA do jednoniciowej, w wyniku czego odsłaniana jest sekwencja Shine-Dalgarno.
Niektóre termometry RNA są znacznie bardziej złożone, obejmują więcej niż jeden motyw spinki do włosów oraz inne struktury drugorzędowe, jak w przypadku regionu regulatorowego o charakterze termometru RNA zidentyfikowanego w mRNA genu cspA (cold shock protein A). Doszukano się w nim motywu pseudoknot i licznych spinek do włosów.
Stworzono syntetyczne termometry RNA, zawierające prostą strukturę pojedynczego motywu spinki do włosów. Jednakże sekwencja nukleotydowa takich krótkich termometrów RNA może być podatna na mutacje, jako że już mutacja punktowa może pozbawić motyw spinki do włosów charakterystycznych właściwości in vivo.

## Mechanizmy

Stabilny motyw spinki do włosów (po lewej) rozwija się w wyższej temperaturze (po prawej). Zakolorowana sekwencja Shine-Dalgarno ujawnia się, pozwalając na związanie podjednostki małej (30S) rybosomu

Termometry RNA znajdują się na niepodlegającym transkrypcji rejonie 5' matrycowego RNA (5' UTR mRNA), a więc przed regionem kodującym białko. Posiadają zdolność do blokowania miejsca przyłączenia się rybosomu (RBS, ribosome binding site), takich jak sekwencja Shine-Dalgarno, i przez to uniemożliwiania zachodzenia translacji mRNA. Ze wzrostem temperatury rozrywają się wiązania utrzymujące motyw spinki do włosów, uwalnia się RBS lub sekwencja Shine-Dalgarno, pozwalając na przyłączenie podjednostki 30S rybosomu, a następnie kolejnych czynników niezbędnych w translacji. Kodon startowy, zwykle leżący 8 zasad za sekwencją Shine-Dalgarno, sygnalizuje początek sekwencji kodującej łańcuch peptydowy, ulegającej translacji na peptyd dzięki pracy rybosomu. 
Omawiane wyżej termometry RNA cechują się tym, że segment RNA komplementarny do miejsca wiązania rybosomu jest umiejscowiony na tej samej cząsteczce mRNA, w stosunkowo niedużej odległości, co umożliwia parowanie zasad w obrębie tej samej cząsteczki (regulacja cis). Osobną klasę stanowią termometry RNA podlegające regulacji przez antysensowe sekwencje na innych cząsteczkach RNA, zwykle snRNA (działanie trans). To snRNA podlega transkrypcji niezależnie od transkrypcji genu regulowanego i zwykle może wpływać na kilka innych transkryptów, często we współdziałaniu z wieloma innymi snRNA, tworząc skomplikowany system regulacyjny. Przykładem tak działającego termometru RNA jest regulacja ekspresji genu rpoS pałeczki okrężnicy przez gen dsrA, kodujący krótki, antysensowy DsrA RNA. Gen rpoS koduje jedną z form czynnika sigma: σ38 (RpoS), będącego podjednostką kompleksu polimerazy RNA, uczestniczącą w indukcji transkrypcji genów determinujących przejście komórki bakterii do stacjonarnej fazy wzrostu. Jego stężenie jest większe przy 25 °C niż w wyższych temperaturach, co wynika tego, że jego transkrypcja zależy od liczącego 85 par zasad niekodującego DsrA RNA. Transkrypt DsrA w występuje w dwóch formach, T lub F, z których forma F, będąca pierwotnym transkryptem, zawiera region komplementarny do fragmentu mRNA rpoS. Forma ta jest bardziej stabilna w temperaturze 25 °C, natomiast w wyższych temperaturach jest skracana przez RNAzę E do formy T, nieposiadającej powinowactwa do rpoS mRNA, którego powstawanie również zależy od temperatury. Ma ona wpływ na inicjację transkrypcji oraz stabilność antysensowego RNA tej cząsteczki – pierwotny transkrypt DsrA RNA, określany jako forma F, jest w niższych temperaturach stabilniejszy. Forma F, dominująca w komórce w niższych temperaturach, ulega przyłączeniu do rpoS mRNA w odcinku liderowym, w konsekwencji ulegają zerwaniu wiązania komplementarne rejonu flankującego sekwencję Shine-Dalgarno, co umożliwia przyłączenie rybosomu i rozpoczęcie translacji.
Specyficzny przykład termometru RNA stanowi FourU znaleziony u bakterii Salmonella enterica. Znajdujący się w nim motyw spinki do włosów o parach zasad leżących naprzeciwko sekwencji Shine-Dalgarno wystawiony na działanie temperatury przekraczającej 45 °C przechodzi w formę o niesparowanych zasadach, pozwalając mRNA na połączenie z rybosomem i zajście translacji. Wykazano też, że stężenie kationów Mg2+ wpływa na stabilność FourU.
Najlepiej zbadany termometr RNA znaleziono jednak w genie rpoH u pałeczki okrężnicy. Gen ten koduje podjednostkę σ32 polimerazy RNA, wykazującą powinowactwo do promotorów genów białek szoku cieplnego. W RNA rpoH znajdują się dwie sekwencje regulacyjne, A i B, leżące  pomiędzy sekwencjami kodującymi, odpowiednio: od 6 do 20 nukleotydu i od 112 do 208. W temperaturze ok. 30 °C wytwarzają one strukturę drugorzędową, w której sekwencja SD i kodon startowy są ukryte, co uniemożliwia translację. Przy zwiększeniu temperatury do 42 °C ulega ona stopniowemu rozpadowi z uwolnieniem miejsca, do którego przyłącza się rybosom. Dzięki temu, że transkrypt tego genu jest cały czas obecny w komórce, choć w normalnych warunkach nie ulega translacji, w związku z regulacją przez strukturę termosensora, umożliwia bakterii szybką reakcję na nagły wzrost temperatury. Dodatkowo transkrypcja tego genu również w nieznaczny sposób zależy od temperatury.
Choć typowo wiążą się z indukowaną ciepłem ekspresją białek szoku cieplnego, termometry RNA mogą również prowadzić regulację białek szoku zimna. Przykładowo ekspresja dwóch liczących sobie 7 kDa białek u termofilnej bakterii Thermus thermophilus regulowana jest przez termometr RNA, a podobny mechanizm wykryto u Enterobacteriales.
Termometry RNA, których struktura drugorzędowa ulega zmianie w temperaturze 37 °C, mogą służyć patogenom do aktywacji genów specyficznych dla infekcji. Obrazuje to doświadczenie z użyciem genu prfA, kodującego kluczowy regulator transkrypcji genu wirulencji bakterii Listeria monocytogenes. Geny wirulencji tej chorobotwórczej pałeczki ulegają maksymalnej ekspresji w temperaturze 37 °C, podczas gdy w 30 °C pozostają w zasadzie nieaktywne – transkrypcja zachodzi, ale białko PrfA się nie pojawia (aczkolwiek odnotowano mutacje skutkujące aktywnością w tej właśnie temperaturze). Aby to uwidocznić, przyłączono odpowiadający za regulację region prfA do genu białka zielonej fluorescencji. Umieszczony w plazmidzie otrzymany w ten sposób konstrukt, podłączony do promotora T7 pałeczki E. coli, uległ następnie transkrypcji w komórkach E.coli, do których go wprowadzono. W efekcie fluorescencję zaobserwowano w temperaturze 37 °C, ale nie w 30 °C.

## Hipoteza świata RNA
Hipoteza świata RNA przyjmuje, że RNA był niegdyś zarówno nośnikiem informacji genetycznej, jak i posiadał aktywność enzymatyczną. Jedne sekwencje działały jako biokatalizatory, inne zaś były regulatorami bądź sensorami. Zgodnie z tą hipotezą opisywane przez centralny dogmat biologii molekularnej współczesne życie opierające się na DNA, RNA i białkach wyewoluowało z opartego na takim RNA i drogą selekcji naturalnej zastąpiło większość funkcji spełnianych pierwotnie przez RNA, wykorzystując inne biomolekuły.
Termometry RNA i ryboprzełączniki uważa się za ewolucyjnie dawne z uwagi na ich szerokie rozpowszechnienie wśród bardzo daleko ze sobą spokrewnionych organizmów. Zaproponowano, że w świecie RNA tworzone przez ten kwas nukleinowy termosensory odpowiadały za zależną od temperatury regulację innych cząsteczek RNA. Termometry RNA u współczesnych organizmów mogą być molekularnym odpowiednikiem żywych skamieniałości, mogących wskazywać na dawniejszą, znacznie ważniejszą rolę w świecie RNA.

## Inne przykłady
- Element regulacyjny Hsp90 cis reguluje hsp90 u muszki Drosophila, zwiększając translację tego białka szoku cieplnego w wysokich temperaturach[4].
- Przewiduje się, że operon ibpAB u E. coli zawiera dwa współpracujące ze sobą termometry RNA: element ROSE (Repression of heat shock gene expression) i termometr IbpB[33].
- ROSE1 i ROSEAT2 występują u Rhizobiales, odpowiednio u Bradyrhizobium japonicum i Agrobacterium tumefaciens. Leżą w regionie 5' UTR mRNA HspA i odpowiadają za represję translacji białka szoku cieplnego w temperaturach fizjologicznych[5][34].